# Dörnberg (Bestwig)
Dörnberg ist ein Ortsteil der Gemeinde Bestwig im Hochsauerlandkreis. Im Januar 2020  hatte Dörnberg 64 Einwohner. Das Dorf am Bestwiger Höhenweg gehört mit dem Ortsteil Wasserfall zur Ortschaft Andreasberg.

## Geschichte
Im Jahr 1668 nennt ein Befahrungsbericht der kurkölnischen Regalien und Bergwerke unter anderem die Grube Dörnberg. Die Bergarbeiterkolonie wurde erstmals 1759 urkundlich erwähnt. An der Grube Dörnberg, die zu Andreasberg gehört, lebten im Jahr 1759 drei Bergarbeiterfamilien. 
Im selben Jahr ließ Kurfürst Clemens August I. von Bayern anlässlich des 200-jährigen Bestehens der Bergordnung aus dem Ramsbecker Silber Ausbeutetaler prägen. Auf der Rückseite der Ausbeutetaler waren der Dörnberg und der Bastenberg abgebildet. 1811 kauft die Ramsbecker Gewerkschaft die Bleigrube „Dörnberg“. Bis zum Jahr 1910 gehörten das Dorf Dörnberg politisch zur Gemeinde Heringhausen und danach zur Gemeinde Ramsbeck. Seit dem 1. Januar 1975 ist Dörnberg ein Ortsteil von Bestwig.